# ハロルド・ウィルソン (陸上選手)
ハロルド・アラン・ウィルソン（Harold Allan Wilson、1885年1月21日 – 1916年）は、イギリスの陸上競技選手である。彼は、1908年に開催されたロンドンオリンピックの1500メートル競走で銀メダルを獲得した。

## 経歴
中距離走を得意としたウィルソンは、1908年5月30日に開催されたオリンピックイギリス代表選考に出場して、1500メートル走で史上初の4分台を突破する3分59秒8を記録している。1500メートル走の世界記録保持者として臨んだ同年のロンドンオリンピックでは、7月13日の予選で7組に入って走り、2位に6秒近い大差をつける4分11秒4を記録して翌日の決勝へ進んだ。決勝では当時のオリンピック記録で1位となったメルビン・シェパードに0.2秒遅れの2位でゴールし、銀メダルを獲得した。
このオリンピックで彼は、3マイル 団体競技にも出場したが、メダルは逃している
。
翌年にはニューヨークのクイーンズで競技活動を始め、オリンピックでのライバルだったシェパードとともにアイリッシュ・アメリカン・アスレティッククラブ（en:Irish American Athletic Club）の一員として競技会に参加した。彼はアメリカ国内で1909年の屋外競技会シーズンを通して競技会に参加し、優秀な中距離走者の1人とみなされるようになった。その後、1909年中にプロ走者に転向し、カナダや南アフリカで一定の成功を収めた。彼は第一次世界大戦に従軍して1916年にフランスで戦死しているが、死去の日付や場所などの詳細は不明である。